# Фрідьєш Карінті
Фрідьєш Карінті (угор. Karinthy Frigyes Ernő; *25 червня 1887, Будапешт — †29 серпня 1938, Шіофок) — угорський письменник, один з найпопулярніших авторів в Угорщині перших десятиліть XX століття. Відомий в першу чергу як гуморист, але писав також твори психологічного і наукового характеру.

## Біографія
Народився в сім'ї єврейського походження, в шестирічному віці втратив матір. Навчався природничих наук та математики, потім відвідував медичний інститут, але в підсумку став журналістом. Дебютував в 1902 пародією на Жюля Верна «Весільна подорож до центру землі». Був пов'язаний з журналом угорських модерністів «Нюгат» (Захід). Дружив з Деже Костолані і Ґезой Чатом. Захоплювався Стріндбергом, цікавився Фрейдом, авіацією і кіно. Неперевершений фантазер і дотепник, був улюбленцем літературних кафе і журнальних редакторів. У 1936 переніс в Швеції складну черепно-мозкову операцію. Помер від крововиливу в мозок, нахилившись зав'язати шнурки.

## Творчість
Письменник надзвичайної творчої активності і різнобічності, автор віршів, гуморесок і пародій, фантастико-сатиричних новел і повістей, романів і драм, перекладач Алана Мілна і Джонатана Свіфта.

## Вибрані твори
- Esik a hó/ Снегопад (1912, книга віршів)
- Görbe tükör/ Криве зеркало (1912)
- Így írtok ti/ Ви пишете так (1912)
- Találkozás egy fiatalemberrel/ (1913)
- Utazás Faremidóba/ Подорож до Фа-ре-мі-до(1915)
- Tanár úr, kérem (1916)
- A bűvös szék/ Чарівне крісло (1918)
- Krisztus és Barabás/ Христос і Варрава (1918)
- Capillária/ Капілларія (1921)
- Kötéltánc/ Танець на проволоці (1923)
- Nem mondhatom el senkinek/ Це я не можу сказати нікому (1930, книга віршів)
- Mennyei riport/ Повідомлення із раю (1937 роман)
- Utazás a koponyám körül/ (1937)
- Üzenet a palackban/ Лист в пляшці (1938)

## Спадщина і визнання
Сім'я Карінті чимало дала угорській культурі: одна з сестер Фрід'єша Карінті стала художницею, друга говорила на декількох мовах, допомагала йому перекладати Мілна і Свіфта. Його син Ференц (1921-1992) теж був відомим письменником.
Карінті не раз згадує в своїх листах Кафку. Книги письменника перекладені на англійську, французьку, німецьку, іспанську, данську, польську, чеську, японську та інші мови. На основі його щоденника угорський композитор Дьордь Коша написав «Карінті-кантату». Багато творів Карінті екранізовані, в екранізації автобіографічного роману «Подорож навколо власного черепа» (1970) роль автора зіграв Золтан Латинович.
Карінті є автором назви угорської мовної гри есперенте.